# Symplocos sulcata
Symplocos sulcata là một loài thực vật có hoa trong họ Dung. Loài này được Kurz miêu tả khoa học đầu tiên năm 1870.